# Semjon Lvovič Farada
Semjon Lvovič Farada (rusko Семён Львович Фарада), ruski gledališki in filmski igralec, * 31. december 1933, * 20. avgust 2009, Moskva, Rusija.

## Filmografija
- 1982 - Čarovnik (Чародеи) - Gost z juga